# میدوری گوتو

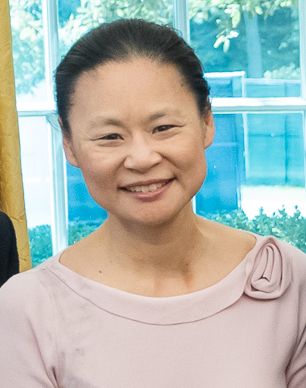

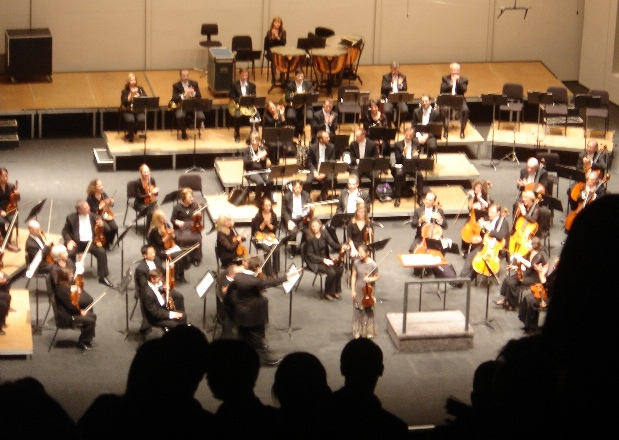
ستایش و تحسین حاضرین از اجرای مشترک ارکستر سمفونی سن آنتونیو در تگزاس، و میدوری گوتو در سال ۲۰۰۷.

میدوری گوتو (به ژاپنی: 五嶋みどり)، متولد ۱۹۷۱ اوساکا، نوازندهٔ نامی ویولون آمریکایی ژاپنی‌تبار است.
با کشف شدن استعداد غیرمعمول میدوری، والدین او از سنین پایین او را در مدرسهٔ جولیارد به تکمیل هنر ساز ویولون واداشتند، به طوری که در ۱۱سالگی، به رهبری زوبین مهتا، نخستین اجرای خود را در ارکستر نیویورک فیلهارمونیک انجام داد.
در ۱۵سالگی، یکی از اجراهای میدوری به حدی خارق‌العاده بود که رهبر ارکستر، لئونارد برنستاین، به نشان احترام در جلوی او زانو زد.
او دارای کارشناسی ارشد روان‌شناسی از دانشگاه نیویورک است، و اکنون ریاست بخش سازهای زهی دانشگاه جنوب کالیفرنیا را بر عهده دارد.
او از سال ۲۰۰۷ سفیر صلح سازمان ملل در موضوع جوانان و اهداف توسعه هزاره است.